# Yanbulaq-Gräber
Die Yanbulaq-Gräber bzw. der Yanbulaq-Friedhof (chinesisch 焉不拉克古墓群, Pinyin Yānbùlākè gǔmùqún oder 焉不拉克墓地,  Yānbùlākè mùdì, englisch Yanbulaq Cemetery / Yanbulaq Tombs) im Stadtbezirk Yizhou, Xinjiang, China, sind ein archäologischer Fundplatz einer bronzezeitlichen Kultur – der Yanbulaq-Kultur (Yanbulake wenhua 焉不拉克文化; Yanbulaq Culture) – bzw. einer Kultur der frühen Eisenzeit.
Seit 2001 steht die Stätte auf der Liste der Denkmäler der Volksrepublik China (5-189).